# Quelaines-Saint-Gault
Quelaines-Saint-Gault és un municipi francès situat al departament de Mayenne i a la regió de País del Loira. L'any 2007 tenia 1.861 habitants.

## Demografia

### Població
El 2007 la població de fet de Quelaines-Saint-Gault era de 1.861 persones. Hi havia 776 famílies de les quals 219 eren unipersonals (96 homes vivint sols i 123 dones vivint soles), 280 parelles sense fills, 265 parelles amb fills i 12 famílies monoparentals amb fills.
La població ha evolucionat segons el següent gràfic:
Habitants censats

### Habitatges
El 2007 hi havia 837 habitatges, 775 eren l'habitatge principal de la família, 23 eren segones residències i 39 estaven desocupats. 773 eren cases i 34 eren apartaments. Dels 775 habitatges principals, 561 estaven ocupats pels seus propietaris, 210 estaven llogats i ocupats pels llogaters i 4 estaven cedits a títol gratuït; 2 tenien una cambra, 49 en tenien dues, 124 en tenien tres, 190 en tenien quatre i 411 en tenien cinc o més. 553 habitatges disposaven pel capbaix d'una plaça de pàrquing. A 320 habitatges hi havia un automòbil i a 361 n'hi havia dos o més.

### Piràmide de població
La piràmide de població per edats i sexe el 2009 era:
| Homes | Edats   | Dones |
| ----- | ------- | ----- |
| 0     | 95 o +  | 0     |
| 0     | 90 a 94 | 4     |
| 4     | 85 a 89 | 16    |
| 28    | 80 a 84 | 16    |
| 44    | 75 a 79 | 52    |
| 52    | 70 a 74 | 80    |
| 40    | 65 a 69 | 48    |
| 56    | 60 a 64 | 32    |
| 28    | 55 a 59 | 40    |
| 68    | 50 a 54 | 60    |
| 52    | 45 a 49 | 72    |
| 52    | 40 a 44 | 36    |
| 68    | 35 a 39 | 56    |
| 52    | 30 a 34 | 40    |
| 60    | 25 a 29 | 52    |
| 64    | 20 a 24 | 20    |
| 112   | 15 a 19 | 60    |
| 68    | 10 a 14 | 36    |
| 16    | 5 a 9   | 48    |
| 52    | 0 a 4   | 40    |

## Economia
El 2007 la població en edat de treballar era de 1.070 persones, 853 eren actives i 217 eren inactives. De les 853 persones actives 813 estaven ocupades (424 homes i 389 dones) i 40 estaven aturades (18 homes i 22 dones). De les 217 persones inactives 119 estaven jubilades, 67 estaven estudiant i 31 estaven classificades com a «altres inactius».

### Ingressos
El 2009 a Quelaines-Saint-Gault hi havia 776 unitats fiscals que integraven 1.941,5 persones, la mediana anual d'ingressos fiscals per persona era de 16.603 €.

### Activitats econòmiques
Dels 77 establiments que hi havia el 2007, 2 eren d'empreses alimentàries, 4 d'empreses de fabricació d'altres productes industrials, 15 d'empreses de construcció, 17 d'empreses de comerç i reparació d'automòbils, 7 d'empreses de transport, 5 d'empreses d'hostatgeria i restauració, 2 d'empreses d'informació i comunicació, 3 d'empreses financeres, 2 d'empreses immobiliàries, 10 d'empreses de serveis, 4 d'entitats de l'administració pública i 6 d'empreses classificades com a «altres activitats de serveis».
Dels 32 establiments de servei als particulars que hi havia el 2009, 1 era una oficina de correu, 1 una oficina bancària, 6 tallers de reparació d'automòbils i de material agrícola, 2 paletes, 3 guixaires pintors, 4 fusteries, 4 lampisteries, 2 empreses de construcció, 3 perruqueries, 1 veterinari, 2 restaurants, 2 agències immobiliàries i 1 saló de bellesa.
Dels 7 establiments comercials que hi havia el 2009, 1 era una botiga de més de 120 m², 2 fleques, 1 una sabateria, 1 una botiga d'electrodomèstics i 2 floristeries.
L'any 2000 a Quelaines-Saint-Gault hi havia 119 explotacions agrícoles que ocupaven un total de 3.906 hectàrees.

## Equipaments sanitaris i escolars
L'únic equipament sanitari que hi havia el 2009 era una farmàcia.
El 2009 hi havia 1 escola maternal i 2 escoles elementals.

## Poblacions més properes
El següent diagrama mostra les poblacions més properes.